# 爱德华·阿姆斯特朗 (历史学家)
爱德华·阿姆斯特朗（1846年3月3日—1928年4月14日）是一位英国历史学家，英國國家學術院院士，主要作品有《法兰西宗教战争》（The French Wars of Religion: Their Political Aspects，1904年）等。